# Jake Dunwoody
Jake Dunwoody (Glossop, 28 settembre 1998) è un calciatore nordirlandese, centrocampista svincolato.

## Carriera

### Club
Nel 2014, all'età di 16 anni, lascia il settore giovanile del Manchester City per trasferirsi in quello dello Stoke City, in cui se si esclude un breve periodo in prestito nel 2016 nella Division One South della Northern Premier League (ottava divisione inglese) al Leek Town gioca ininterrottamente fino alla seconda metà della stagione 2017-2018, quando passa in prestito al Curzon Ashton, con cui mette a segno 3 reti in 16 presenze in National League North (sesta divisione). Al termine della stagione 2019-2020 lascia lo Stoke City (con cui non ha mai esordito in prima squadra) restando svincolato. Conclude il 2020 giocando al Derry City, con cui disputa 6 partite nella prima divisione irlandese.
Nel 2021 va a giocare in Finlandia all'HIFK, club di Helsinki, con cui realizza una rete in 26 presenze nella prima divisione locale; continua a giocare nella prima divisione finlandese anche negli anni seguenti: tra il 2022 ed il 2023 totalizza complessivamente 50 presenze e 5 reti con il SJK e nel 2024 segna una rete in 25 presenze nell'AC Oulu.

### Nazionale
Tra il 2017 ed il 2020 ha giocato 15 partite e segnato una rete con la nazionale nordirlandese Under-21.